# The Shard
Ne doit pas être confondu avec The Blade.
The Shard (en français l'« éclat », l'« esquille » de verre), anciennement The London Bridge Tower, est un gratte-ciel de bureaux et de logements de luxe situé dans l'arrondissement de Southwark, sur la rive sud de la Tamise et face à la Cité de Londres (Royaume-Uni). Inaugurée le 5 juillet 2012, la tour fut baptisée The Shard à la suite des critiques qu'elle avait essuyées de la part d’English Heritage, qui affirmaient que le bâtiment serait comme « un éclat de verre transperçant le cœur du vieux Londres » (A shard of glass through the heart of historic London).
Cette tour, qui au moment de son inauguration est l'immeuble le plus haut du Royaume-Uni et de l'Union européenne, appartient à un fonds d'investissement du Qatar et a coûté 1,8 Mds d'euros. L'architecte Renzo Piano en est l'auteur. Le coût d'un appartement débute à 45M€.
The Shard a ouvert ses portes au public le 1er février 2013, deux étages étant réservés aux visites payantes, permettant ainsi d'offrir une des plus belles vues sur la capitale britannique,.

## Emplacement

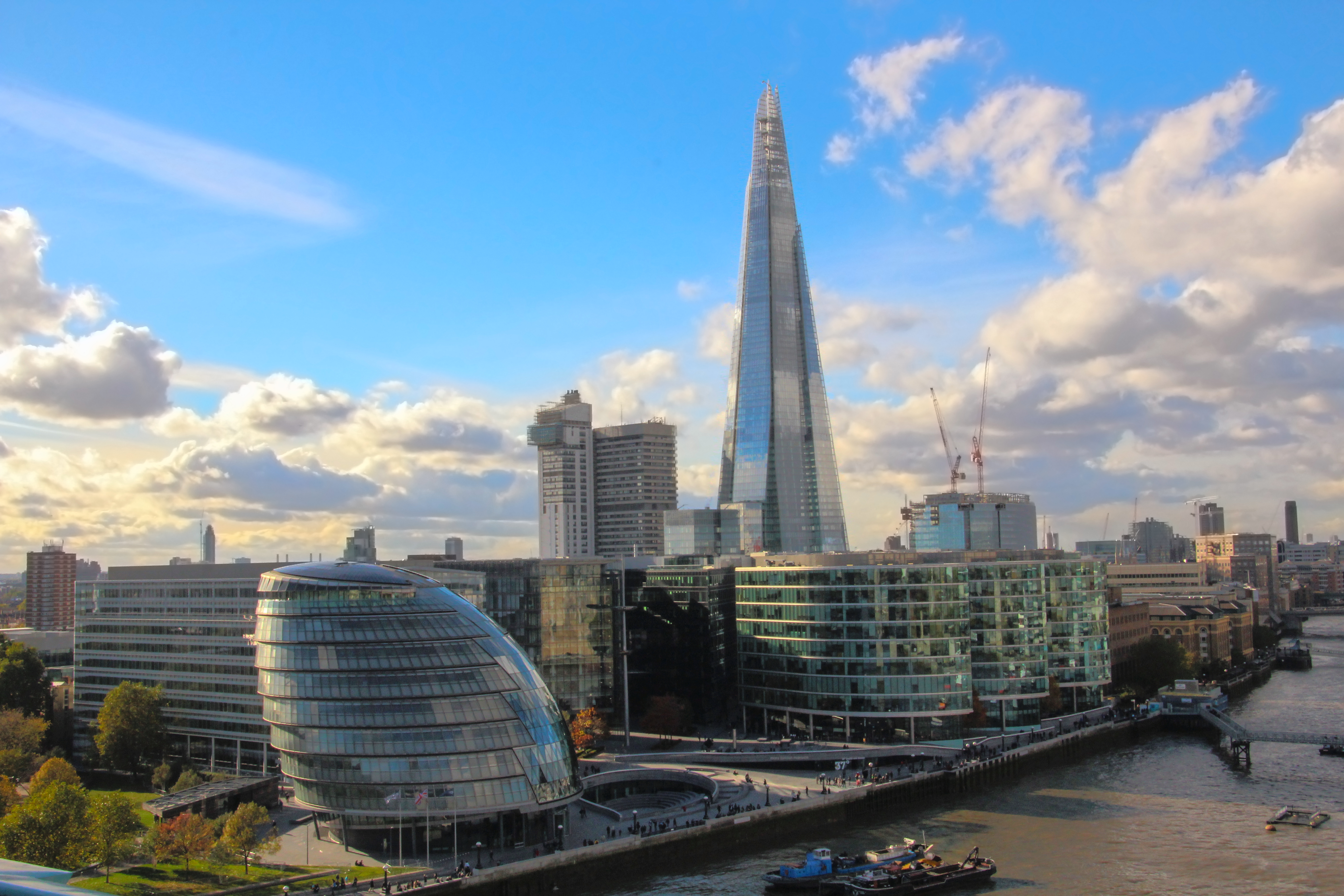
Vue du quartier où se situe la tour The Shard.

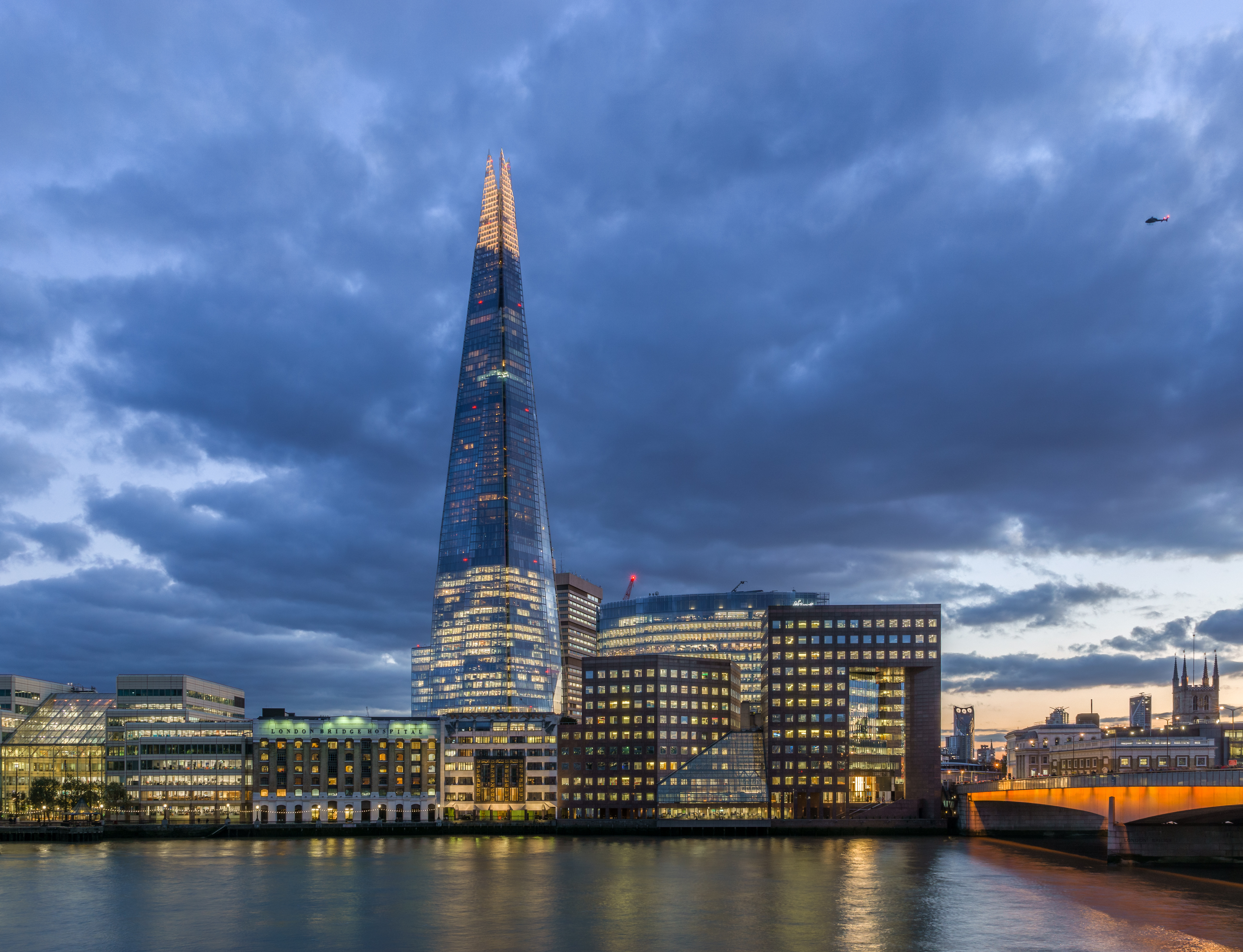
The Shard au couchant. Juste derrière, le Guy's Hospital ; à l'horizon sur la droite, la Strata Tower (Londres) et la Cathédrale de Southwark. Enfin le Pont de Londres. (octobre 2017)

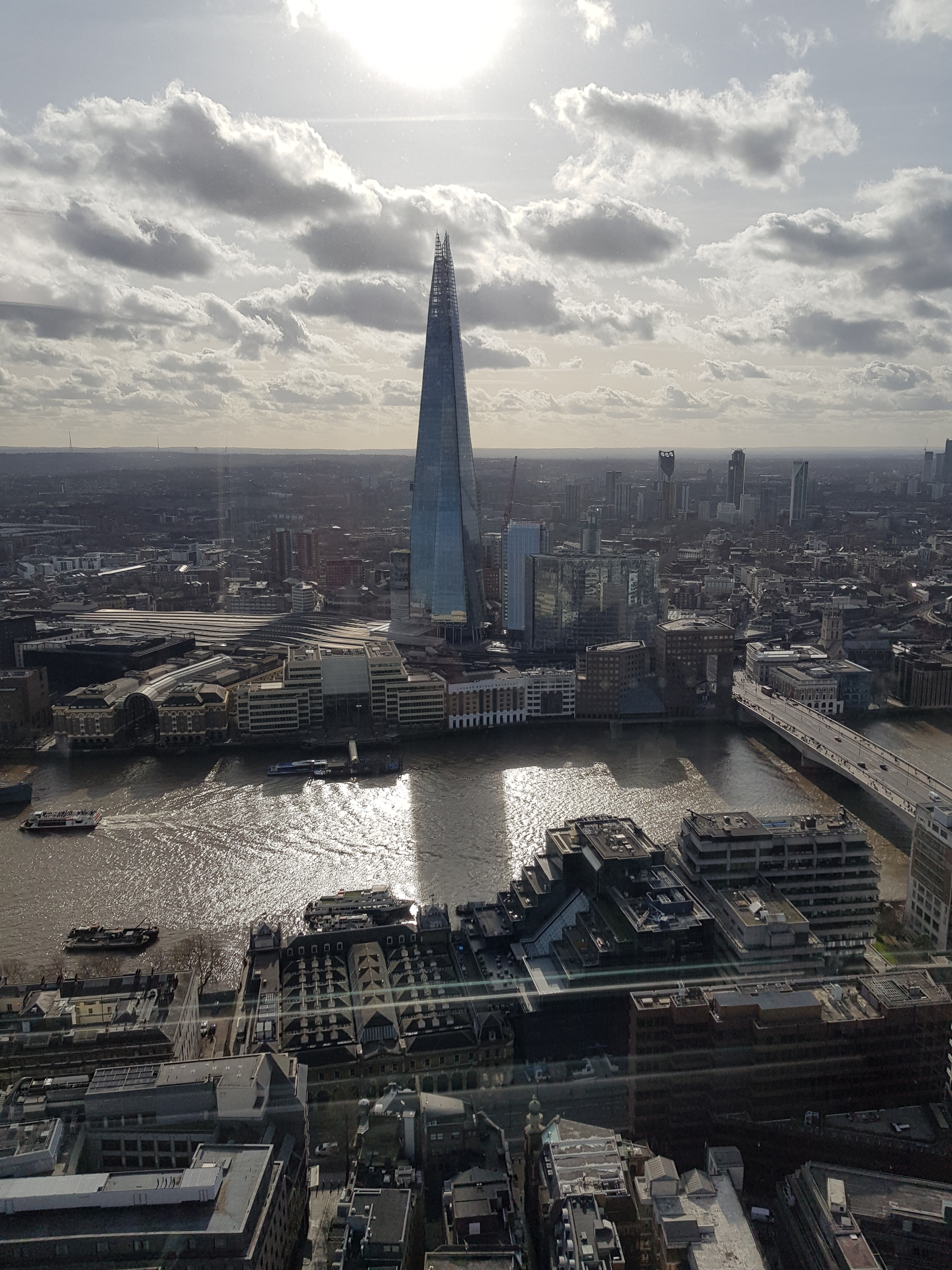
The Shard, vu du Sky Garden. (février 2020)

Le Shard se trouve entre la gare de London Bridge et le King's College de Londres, sur la rive sud de la Tamise. Il se situe à l'écart par rapport à la City, dans laquelle on compte plusieurs gratte-ciel construits, en construction ou en projet. La tour est très visible depuis une bonne partie de la ville. Elle remplace une autre tour de moindre hauteur construite en 1976 et démolie en 2008.
Ce site est desservi par la station de métro London Bridge.

## Records
À sa date d'inauguration, le 5 juillet 2012, la tour est devenue avec 309,60 m le plus haut gratte-ciel de l'Union européenne, alors que plusieurs gratte-ciel surpassant le Shard sont en cours de construction en Europe, tels que la Tour Mercury City à Moscou, qui a atteint 310,80 m le 22 mars 2012 et sa hauteur finale de 338,82 m le 1er novembre 2012.

## Dans la culture
- The Shard apparaît en 2013 dans Doctor Who durant l'épisode Enfermés dans la toile[5].
- The Shard apparaît dans le film Les Fils de l'homme, pourtant sorti en 2006, 3 ans avant le début de sa construction. Son apparence y est basée sur les plans préliminaires.
- The Shard apparait également en 2014 dans la pièce The Fountainhead, production du Toneelgroep Amsterdam, adaptée du roman d'Ayn Rand. The Shard est en effet utilisé comme représentation du projet fictif de la Enright House dessiné par le héros du roman, Howard Roark.
- Il est également représenté dans 8e jeu de la franchise Pokémon où un pokémon, Duralugon, devient la tour géante.
- The Shard apparaît également dans le jeu vidéo Starfield en l'an 2330, dans un état d'avancement délabré, après que la Terre ne soit devenue qu'une planète désertique.

## Récompenses
The Shard a reçu l'Emporis Skyscraper Award 2013 récompensant le gratte-ciel le plus remarquable de l'année 2013.

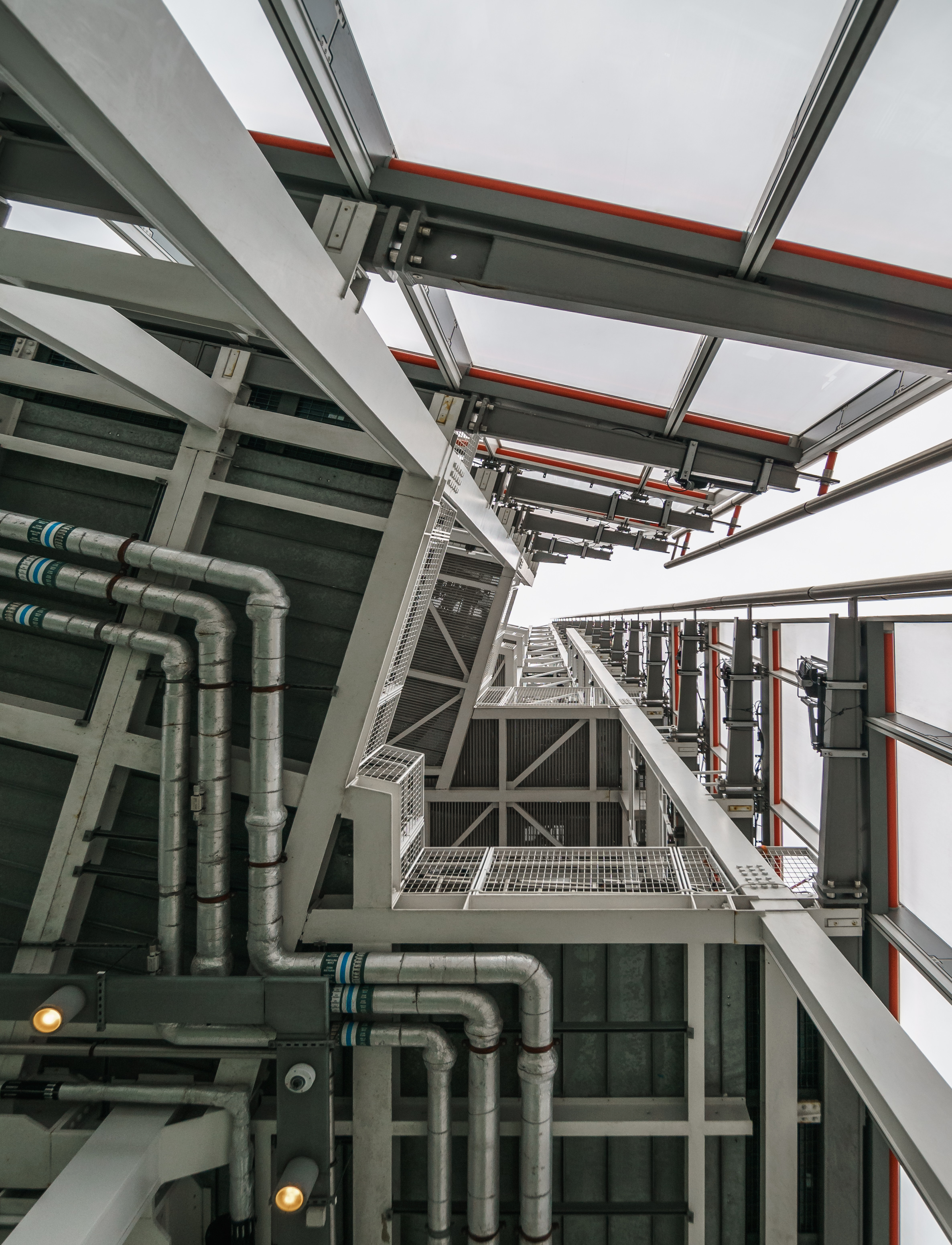
Vue intérieure du Shard, à l'étage 72. Septembre 2019.